# Comité flamand de France
Das Comité flamand de France, dt. das Flämische Komitee Frankreichs, ist ein französischer Verein, der sich als eine wissenschaftliche Gesellschaft der Erforschung, Bewahrung und Verbreitung der flämischen Kultur in Französisch-Flandern widmet, insbesondere in den Bereichen Sprache, Literatur und Geschichte. Am 10. April 1853 in Dünkirchen gegründet unter der Leitung von Edmond de Coussemaker, ist es bis heute aktiv und daher eine der ältesten wissenschaftlichen Gesellschaften Frankreichs.
In Hazebrouck unterhält das Komitee eine Fachbibliothek, in der alle eigenen Veröffentlichungen sowie regionale Werke aufbewahrt und gesammelt werden. Darüber hinaus ist es für die Verwaltung der Sammlungen des Museums Jeanne Devos in Wormhout zuständig.
Seit seiner Gründung hat das Komitee das Interesse bedeutender Persönlichkeiten geweckt, darunter Jacob Grimm, der 1853 zum Ehrenvorsitzenden ernannt wurde.